# Bortom: Lögnens slöja
Bortom: Lögnens slöja är ett svenskt rollspel utgivet 2007. Rollspelets grundregler skulle initialt ges ut på Alltid Attack Förlag, men sedan det förlaget blev nedlagt gavs de istället ut på förlaget Mindless Gaming. Alla produkter efter grundreglerna är utgivna av MylingSpel. Spelet utnämndes till Sveriges bästa nya rollspel av tidningen Fenix läsare 2007.

## Spelvärlden
Spelet utspelar sig i nutid. Fokus i spelvärlden ligger på mystik och skräck med karaktären i centrum. Världen i Bortom beskrivs som en enda stor gråzon. På ytan ser den ut som den vanliga världen, men i skuggorna lurar ondskefulla demoniska varelser och de människor som försöker utnyttja dem. Organisationer i spelet som Faith och Orden bekämpar dessa krafter med samma frenesi som de bekämpar varandra. Ingen som har sett vad som döljer sig under ytan i världen går säker.
Världen i Bortom är densamma som i rollspelet Leviathan.

## Utgivna produkter
Följande ytterligare produkter är utgivna till Bortom: Lögnens slöja.

### Bortom: Visioner och fantasier
En kampanjmodul som innehåller beskrivningar och nya regler för spelare och berättare, tips för spelare och berättare samt Fragment: ett komplett äventyr.

### Leka med elden
Ett komplett rollspel som utspelar sig i Bortoms värld. Spelarna tar rollen som barn som utforskar det gamla huset i staden och dess hemligheter.

### Kolonnerna
En äventyrsmodul som innehåller två kompletta äventyr som fokuserar kring de så kallade kolonnerna i Bortoms värld. De är även introduktionen till Tystnaden, början till slutet för metaplotten i Bortoms: Lögnens slöja.

### Anakronismer
En äventyrsmodul som utspelar sig både 1922 och 2011 som handlar om utanförskap.

### Noas sista drag
En äventyrsmodul i fem akter som fokuserar på nyrekryterade Faith-agenter som dras in i en konflikt av bibliska mått.

## Bortom version 2.0
I april 2019 skrev Robert Jonsson att version 2.0 av Bortom: Lögnens slöja var under utveckling. Något officiellt datum när det ska släppas finns inte ännu. 